# 6408 Saijo
6408 Saijo (1992 UT5) là một tiểu hành tinh vành đai chính được phát hiện ngày 28 tháng 10 năm 1992 bởi K. Endate ở Kitami.